# Terrel Castle
Terrel Ray Castle (* 12. September 1972 in Jeanerette) ist ein ehemaliger US-amerikanisch-bosnisch-herzegowinischer Basketballspieler.

## Laufbahn
In seinem Heimatland spielte der 1,82 Meter messende Aufbauspieler am Southwestern Community College in Iowa und dann von 1993 bis 1995 an der Nicholls State University (Louisiana). 1993/94 erzielte er dort 16,6 Punkte sowie 3,6 Korbvorlagen, 3,6 Rebounds und 1,9 Ballgewinne je Begegnung. 1994/95 fielen seine Werte auf 12,6 Punkte, 3,3 Korbvorlagen, 2,2 Rebounds und 1,6 Ballgewinne je Begegnung.
Nach seinem ersten Profijahr bei Delicates Kocani in Mazedonien unterschrieb Castle 1998 bei Sloboda Dita Tuzla in Bosnien und Herzegowina. Vom Fachportal eurobasket.com wurde er am Ende der Spielzeiten 1999/2000 sowie 2000/01 jeweils unter die besten Spieler der Liga gewählt. 2000 und 2001 gewann er mit Tuzla den Meistertitel und erwarb sich einen herausragenden Ruf im Basketball Bosnien und Herzegowinas. Er wurde eingebürgert und Nationalspieler des Landes. Später nahm er mit der Auswahl an der Europameisterschaft 2003 teil.
Nach einem kurzen Halt bei Maccabi Raʿanana (Israel) zu Beginn der Saison 2001/02 wechselte er im November 2001 zu JL Bourg-en-Bresse in die erste Liga Frankreichs, die Ligue Nationale de Basket. Dort überzeugte er in 26 Ligaspielen als guter Passgeber (4 Korbvorlagen/Spiel) und erzielte 12,5 Punkte pro Begegnung. Er blieb zunächst in dem Land, wechselte zu SIG Straßburg, kam dort aber nicht so gut zurecht wie zuvor in Bourg-en-Bresse. Nach elf Ligaspielen für Straßburg in der Saison 2002/03 und nur 3,2 Punkten je Einsatz kam es im Oktober 2002 zur Vertragsauflösung. Er fand einen neuen Arbeitgeber in der deutschen Basketball-Bundesliga, Anfang Februar 2003 gab Castle seinen Einstand in den Farben der EWE Baskets Oldenburg. Er erzielte 16,3 Punkte pro Spiel für die Niedersachsen und erhielt im Sommer 2003 eine Vertragsverlängerung. Mitte April 2003 hatte er im Spiel gegen Bamberg mit 36 Punkten seinen Höchstwert in einem Bundesliga-Spiel verbucht. In der Saison 2003/04 kam Castle in 31 Bundesliga-Einsätzen auf 17 Punkte im Schnitt und gab 3,8 Korbvorlagen je Partie.
Seine guten Leistungen in der Bundesliga brachten Castle, den Stärken im Passspiel, im Distanzwurf und in der Verteidigung ausmachten, einen Vertrag beim griechischen Erstligisten Aris Thessaloniki ein. Dort spielte er von 2005 bis Februar 2008. In den Spielzeiten 2006/07 und 2007/08 bestritt er auch 31 Euroleague-Spiele für Aris. In dem europäischen Wettbewerb überzeugte er insbesondere in der Saison 2006/07, als ihm 9,1 Punkte pro Spiel gelangen. Im April 2006 stand Castle mit Aris im Endspiel des ULEB-Cups, dort unterlag man jedoch Dynamo Moskau. Castle war mit 17 Punkten bester Korbschütze seiner Mannschaft in dem verlorenen Endspiel. Im Februar 2008 wechselte er von Aris zu Unicaja Málaga nach Spanien. Für den spanischen Erstligisten bestritt er bis Saisonende vier Ligaspiele (3,8 Punkte/Einsatz) und sechs in der Euroleague (4,2 Punkte/Einsatz).
In der Saison 2008/09 stand Castle bei Olympia Larissa in Griechenland unter Vertrag, im März 2009 wechselte er zu Igokea Partizan Aleksandrovč in die erste Liga Bosniens und Herzegowinas. Castle ging zur Spielzeit 2009/10 nach Griechenland zurück und spielte für Iraklis Thessaloniki. Er wurde vom Fachportal eurobasket.com als bester europäischer Spieler der Saison 2009/10 in der zweiten griechischen Liga ausgezeichnet. In der Saison 2010/11 stand er mit Ende 30 wieder in der ersten Liga Griechenlands bei AEK Athen unter Vertrag.
Anschließend weilte er 2011/12 bei den Stockholm Eagles in der schwedischen Hauptstadt Stockholm. In der Saison 2012/13 spielte Castle zum Abschluss seiner Leistungssportkarriere bei Eco Örebro in Schwedens erster Liga.